# Терреро, Индира
Инди́ра Терре́ро Лету́се (исп. Indira Terrero Letuce; род. 29 ноября 1985, Гавана) — кубинская и испанская легкоатлетка, специализирующаяся в беге на 400 метров. Серебряный призёр чемпионата Европы в помещении 2015 года. Бронзовый призёр чемпионата Европы (2014). Победительница Панамериканских игр 2007 года. Двукратная чемпионка Испании. Финалистка летних Олимпийских игр 2008 года.

## Биография
Долгое время тренировалась и выступала за родную Кубу. Регулярно была в числе призёров чемпионатов Центральной Америки и стран Карибского бассейна, Ибероамериканских чемпионатов. В 2007 году стала бронзовым призёром Панамериканских игр в беге на 400 метров и чемпионкой в эстафете 4×400 метров (позади остались сборные США и Ямайки). Участвовала в двух чемпионатах мира (2007, 2009) и Олимпийских играх в Пекине. Во всех случаях доходила до полуфинала в индивидуальном беге и бежала в финале эстафеты. В кубинский же период своей карьеры показывала лучшие результаты, в том числе личный рекорд 50,98 (2008).
Отправляясь на Ибероамериканский чемпионат 2010 года в испанский город Сан-Фернандо, Индира решила больше не возвращаться обратно на Кубу. После завершения соревнований она вместе с тремя другими членами команды перебралась в Кастельон-де-ла-Плана, где планировала начать новую жизнь.
На первых порах ей приходилось больше думать о выживании, а не о спорте. Через некоторое время она стала членом легкоатлетического клуба в Валенсии, и постепенно стала возвращаться к прежним результатам. Индира ограничивалась выступлениями за клуб на коммерческих стартах, поскольку не имела испанского паспорта. В апреле 2014 года она, наконец, получила гражданство, а затем и право представлять свою новую страну на международных стартах. И уже летом ей удалось стать бронзовой призёркой чемпионата Европы, опередив на финише олимпийскую чемпионку из Великобритании Кристин Охуруогу (разрыв составил всего 0,002 секунды).
Зимой 2015 года стала второй на чемпионате Европы в помещении, уступив только украинке Наталье Пигиде.

## Основные результаты
| Год  | Турнир                       | Место проведения         | Дисциплина       | Место      | Результат |
| ---- | ---------------------------- | ------------------------ | ---------------- | ---------- | --------- |
| 2007 | Панамериканские игры         | Рио-де-Жанейро, Бразилия | 400 м            | 3-е        | 51,09     |
| 2007 | Панамериканские игры         | Рио-де-Жанейро, Бразилия | эстафета 4×400 м | 1-е        | 3.27,51   |
| 2007 | Чемпионат мира               | Осака, Япония            | 400 м            | 15-е (1/2) | 51,08     |
| 2007 | Чемпионат мира               | Осака, Япония            | эстафета 4×400 м | 7-е        | 3.27,05   |
| 2008 | Олимпийские игры             | Пекин, Китай             | 400 м            | 15-е (1/2) | 51,80     |
| 2008 | Олимпийские игры             | Пекин, Китай             | эстафета 4×400 м | 5-е        | 3.23,21   |
| 2009 | Чемпионат мира               | Берлин, Германия         | 400 м            | 16-е (1/2) | 51,87     |
| 2009 | Чемпионат мира               | Берлин, Германия         | эстафета 4×400 м | 8-е        | 3.36,99   |
| 2014 | Командный чемпионат Европы   | Брауншвейг, Германия     | эстафета 4×400 м | —          | DQ        |
| 2014 | Чемпионат Европы             | Цюрих, Швейцария         | 400 м            | 3-е        | 51,38     |
| 2014 | Континентальный кубок        | Марракеш, Марокко        | эстафета 4×400 м | 2-е        | 3.24,12   |
| 2015 | Чемпионат Европы в помещении | Прага, Чехия             | 400 м            | 2-е        | 52,63     |
| 2015 | Командный чемпионат Европы   | Чебоксары, Россия        | эстафета 4×400 м | 9-е        | 3.35,48   |
| 2016 | Чемпионат Европы             | Амстердам, Нидерланды    | 400 м            | — (заб.)   | DNF       |